# Henning von Bassewitz
Henning Friedrich Carl Graf von Bassewitz, auch Henning Carl Friedrich Graf von Bassewitz, unter Hinzufügung des Besitznamens auch von Bassewitz-Schwiessel (* 27. Oktober 1817 in Schwerin; † 15. Dezember 1885 in Sternberg) war Mecklenburg-Strelitzscher Regierungsrat, Mecklenburg-Schwerinscher Staatsminister und Mitglied des Konstituierenden Reichstags des Norddeutschen Bundes.

## Familie
Henning von Bassewitz entstammte der alten mecklenburgischen Adelsfamilie von Bassewitz. Er war Sohn des Kammerherrn und Gutsbesitzer auf Prebberede, Adolph Christian Ulrich Graf von Bassewitz (1787–1841), und dessen Frau Wilhelmine Luise Albertine Karoline, geb. von Levetzow (1794–1862). Verheiratet war er seit 1847 mit (Karoline Georgine) Marie, geb. von Behr. Das Paar hatte folgende Kinder:
- Anna-Luise (* 1848) ⚭ 1870 Wichard Graf von Wilamowitz-Möllendorff (1835–1905)
- Adolf (1849–1915), dessen und seiner dritten Frau Dorothee Sohn: Georg Henning Graf von Bassewitz-Behr, war Erbherr auf Schwiessel, Walkendorf und Dorotheenwalde bei Teterow.[4]

⚭ 1873 Marie Freiin von Steinaecker (1854–1878)
⚭ 1880 Helene von Kleist-Retzow (1860–1892)
⚭ 1894 Dorothee Krell (* 1873)
- Helene (* 1853)
- Maria (* 1856) ⚭ 1880 Limbrecht Graf von Schlieben
- Ernst-Henning (1858–1926) ⚭ 1885 Luise von Neumann-Cosel (1864–1936)

## Leben
Bassewitz ging als Zögling wie seine Brüder Adolph, Bernhard und Karl ab 1829 auf die Ritterakademie zu Brandenburg. Dann studierte er in Rostock und Berlin Rechtswissenschaften. In Rostock wurde er 1834 Mitglied des Corps Vandalia Rostock. Er bereitete sich auf den Preußischen Staatsdienst vor, trat jedoch 1842 in mecklenburg-strelitzsche Dienste, wo er als Kammerherr Mitglied des großherzoglichen Hofstaats und von 1842 bis 1848 als Regierungsrat Mitglied der dortigen Regierung war. Bei der Regierungsumbildung in Mecklenburg-Strelitz im Zuge der 1848er Revolution wurde er 1848 außer Dienst gestellt. Ab 1851 war Bassewitz Landrat des Herzogtums Güstrow, das den ständischen Wendischen Kreis von Mecklenburg umfasste. Daneben wird Bassewitz als Gutsbesitzer auf Schwiessel genannt.
Ab 1867 war er Mitglied des Konstituierenden Reichstags des Norddeutschen Bundes und des Zollparlaments für den Reichstagswahlkreis Großherzogtum Mecklenburg-Schwerin 4 (Ritterschaftliche Güter).
Von 1869 bis 1885 war er Präsident des Staatsministeriums von Mecklenburg-Schwerin und Minister des Auswärtigen sowie Vorstand des Hofstaats des Großherzoglichen Hauses ebenda. Daneben war er Bevollmächtigter beim Bundesrat des Deutschen Reiches.